# Mikromegas
Mikromegas (pełny tytuł dzieła brzmi: Mikromegas. Historia filozoficzna, fr. Micromégas. Histoire philosophique) – powiastka filozoficzna francuskiego filozofa i pisarza Voltaire’a, wydana w 1752 r., uważana też za jedno z prekursorskich dzieł literatury science fiction. Tytułowy bohater, mieszkaniec planety z systemu słonecznego Syriusza, podróżując po wszechświecie, odwiedza XVIII-wieczną Ziemię, na której spotyka grupę uczonych, powracających z wyprawy naukowej. Rozmowa z nimi staje się okazją do wymiany poglądów na tematy filozoficzne i teologiczne, a także krytyki XVIII-wiecznego społeczeństwa.

## Geneza powieści

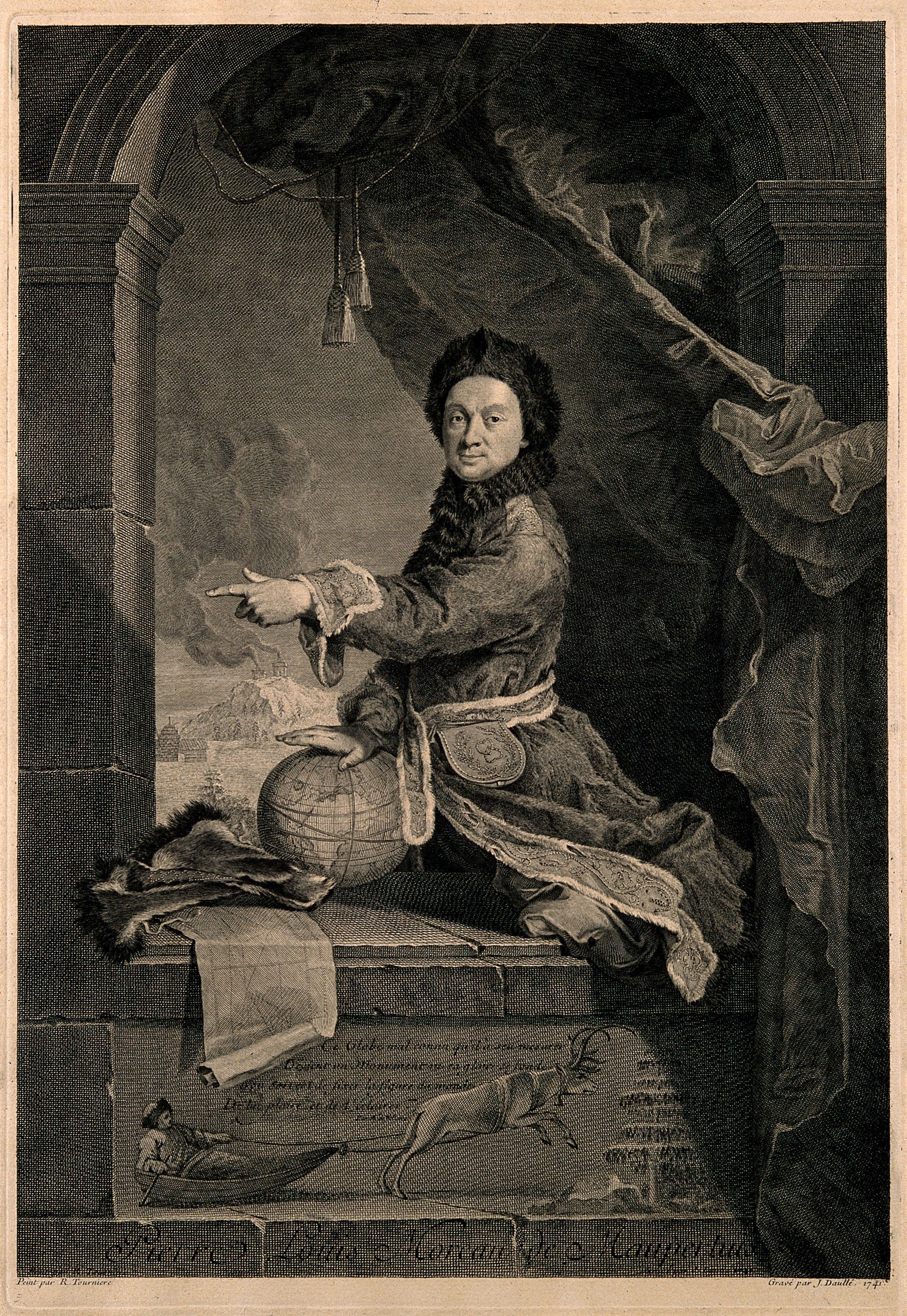
Pierre Louis Maupertuis, jeden z uczestników wyprawy do Laponii w 1736 r.

Inspiracją dla Mikromegasa były Podróże Guliwera angielskiego pisarza Jonathana Swifta. W powieści tej, wydanej w 1726 r., Guliwer, podobnie jak Mikromegas, odwiedza różne kraje, a autor, opisując jego przygody, czyni aluzje do stosunków społecznych panujących w Europie w dobie oświecenia. W warstwie fabularnej największe podobieństwa pomiędzy obiema powieściami widać w wątku spotkania olbrzyma Mikromegasa i jego towarzysza z mikroskopijnymi ludźmi (spotkanie to przypomina wizytę Guliwera w kraju Liliputów) oraz w rozmowach z uczonymi, którzy przez swoją kłótliwość, ciasnotę poglądów i niemożność rozwiązania najbardziej podstawowych problemów nauki przypominają uczonych z Laputy w III części powieści Swifta.
Taka krytyka społeczeństwa, dokonywana w formie aluzyjnej lub poprzez poglądy wyrażane przez przybysza z obcego kraju, była dość częstym zabiegiem w literaturze oświecenia. Posłużył się nim np. Monteskiusz w Listach perskich, a sam Voltaire zastosował go również w innych swoich powiastkach filozoficznych: Zadigu i Prostaczku.
Opisując spotkanie Mikromegasa z uczonymi wracającymi z ekspedycji, Voltaire wykorzystał prawdziwą historię zorganizowania w 1736 r. francuskiej wyprawy naukowej do Laponii w celu pomiaru długości południka. W wyprawie tej wzięli udział m.in. Pierre Louis Maupertuis, Alexis Clairaut, Charles Étienne Louis Camus i Pierre Lemonnier. 

## Streszczenie

### Wypędzenie Mikromegasa z Syriusza

Syriusz na mapie nieba

Tytułowy bohater powieści, Mikromegas (którego imię jest zlepkiem dwóch greckich wyrazów mikros – „mały”, i megas – „duży”), jest mieszkańcem jednej z planet krążących wokół Syriusza. Mikromegas, który ma osiem mil wzrostu i jak wszyscy mieszkańcy Syriusza (Boy-Żeleński tytułowego bohatera określa również mianem „Syryjczyka”, w oryginale „Sirien”) jest długowieczny, wyróżnia się wysoką inteligencją. „Nie miał jeszcze dwustu pięćdziesięciu lat i studiował […] w najsłynniejszym kolegium jezuickim”, gdzie odgadł „więcej niż pięćdziesiąt twierdzeń Euklida”, zauważa narrator. Kiedy rozpoczyna się akcja powieści, Mikromegas, który ma około 450 lat i jest „na schyłku dziecięctwa”, znowu zajmuje się pracą naukową – pisze książkę o owadach, którą naraża się muftiemu Syriusza i, oskarżony o herezję, dostaje w końcu zakaz pojawiania się na dworze władcy przez 800 lat.

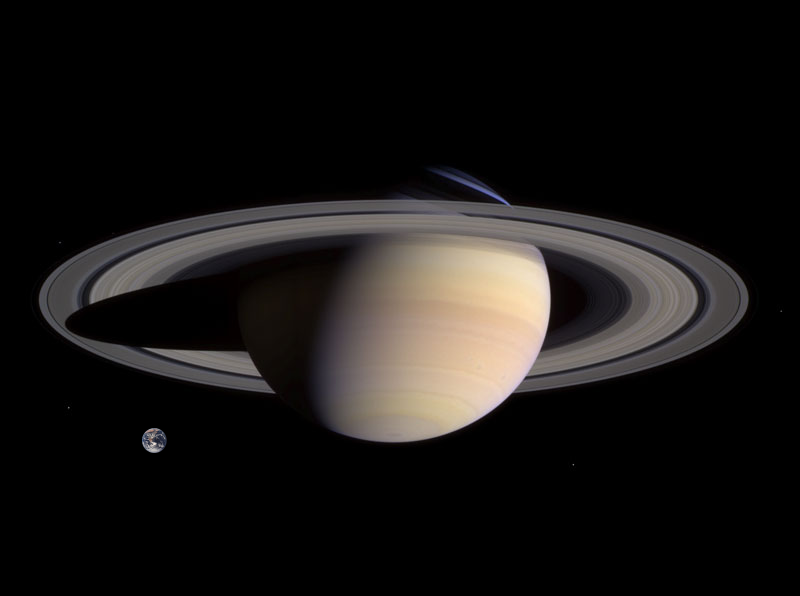
Porównanie wielkości Ziemi i Saturna w tej samej skali

Mikromegas postanawia wykorzystać ten czas na podróże po wszechświecie, wreszcie trafia na Saturna, którego mieszkańcy „to karły mające ledwie tysiąc łokci wzrostu lub coś koło tego”. Mikromegas wkrótce zaprzyjaźnia się z nimi, szczególnie z „sekretarzem Akademii Saturna, człowiekiem nader światłym, który po prawdzie nic nie wynalazł, ale zdawał bardzo dobrze sprawę z wynalazków cudzych i z niejakim talentem uprawiał małe wierszyki i cudze rachunki”. Po kilku rozmowach, w których odkrywają, jak bardzo się różnią świat i jego postrzeganie na Syriuszu i Saturnie, obaj postanawiają „odbyć wspólnie małą podróż filozoficzną”.
W czasie podróży odwiedzają między innymi Jowisza, gdzie „nauczyli się wielu pięknych sekretów”, o których narrator nic jednak nie pisze, twierdząc, że ten fragment powieści skonfiskowała inkwizycja, wreszcie 5 lipca 1737 roku lądują na Ziemi.

### Mikromegas na Ziemi
Po rozejrzeniu się na planecie mieszkaniec Syriusza i Saturnijczyk początkowo nie zauważają żadnych śladów życia – przeszkadzają im w tym ogromne, w stosunku ziemskich, rozmiary ośmiomilowego Mikromegas i, będącego w porównaniu z nim karłem, ale też ogromnego, jego towarzysza. Wreszcie przy pomocy diamentu, którego używają jako mikroskopu, w wodach Morza Bałtyckiego dostrzegają wieloryba, a potem statek, którym grupa francuskich naukowców właśnie wraca z wyprawy do Laponii.

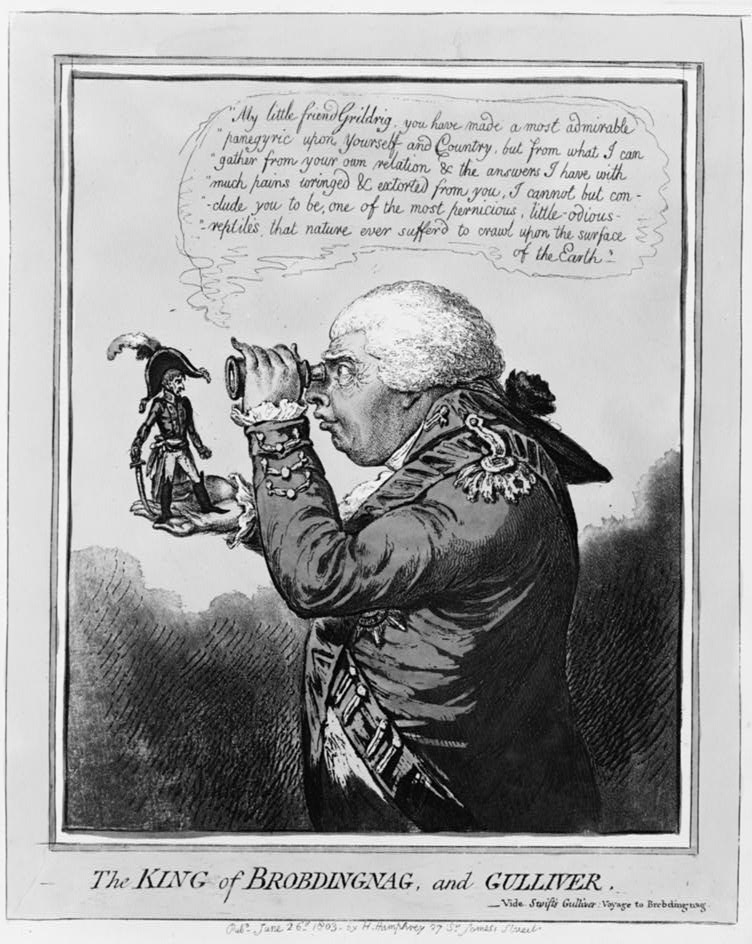
Ilustracja z Podróży Guliwera Jonathana Swifta

Mikromegas ostrożnie podnosi okręt, który on i jego towarzysz początkowo biorą za jakieś nieznane zwierzę, zaraz potem przez szkiełko diamentu dostrzega jednak krzątających się naukowców i załogę, którzy, przekonani, że huragan wyrzucił ich na skałę, schodzą z okrętu na jego palce. Z okrawka paznokcia przybysze z kosmosu sporządzają lejek, przy pomocy którego udaje im się usłyszeć rozmowy ludzi, a po krótkim czasie też je zrozumieć. Wreszcie sami postanawiają nawiązać z nimi kontakt, oferując im swoją protekcję. Członkowie ekspedycji są początkowo zdumieni i przerażeni, słysząc płynące z przestworzy słowa, potem jednak nawiązują rozmowę. Okazuje się, że uczeni przy pomocy swoich instrumentów mogą dokładnie zmierzyć karła i Mikromegasa. W trakcie rozmowy z nimi mieszkaniec Syriusza i Saturnijczyk są pod coraz większym wrażeniem wiedzy przyrodniczej ludzi, w końcu Mikromegas wyraża przypuszczenie, że na Ziemi nareszcie znalazł doskonałe szczęście: „Musicie bez wątpienia kosztować na swoim globie radości bardzo czystych […] Nie widziałem nigdzie doskonałego szczęścia, ale musi ono bez wątpienia mieszkać tutaj”. Uczeni (o których narrator cały czas w powieści mówi jako o filozofach) natychmiast wyprowadzają go jednak z błędu: na ziemi jest pełno „szaleńców, łotrów i ludzi nieszczęśliwych”, którzy są zmuszani do wzajemnego zabijania się na wojnach (narrator czyni tu aluzję do wojny rosyjsko-tureckiej w latach 1735–1739).
W dalszej rozmowie okazuje się też, że chociaż ludzie mają dużą wiedzę z zakresu nauk przyrodniczych i co do mierzalnych zjawisk naukowych są w zasadzie zgodni, każdy z nich ma inne zdanie, kiedy Mikromegas pyta ich, czym jest ich dusza i jak przebiega proces myślenia. W odpowiedzi na to pytanie jedni cytują Arystotelesa, inni Kartezjusza, Malebranche’a, Leibniza. Mikromegasa nie zadowala żadna z tych odpowiedzi, rozsądne wydają mu się dopiero słowa jednego z filozofów, reprezentującego filozofię Johna Locke’a: „Nie wiem, w jaki sposób myślę; ale wiem, że zawsze myślałem jedynie za pośrednictwem zmysłów”. Na koniec wywody filozofów przerywa „małe żyjątko w graniastej czapeczce” (przedstawiające tu doktora Sorbony), które dowodzi, że „ich osoby, ich światy, słońca, gwiazdy, wszystko to stworzono umyślnie dla człowieka”. Na te słowa Mikromegas i karzeł z Saturna wybuchają homeryckim śmiechem, przez co okręt wpada do kieszeni pludrów karła.
Po wydobyciu okrętu z jego załogą z kieszeni spodni, Mikromegas, rozmawiając z ludźmi „z wielką dobrocią”, chociaż jednocześnie zdając sobie sprawę, że „kryją w sobie pychę nieskończenie wielką”, obiecuje napisać dla nich dzieło filozoficzne, w której „ujrzą samo jądro rzeczy”. Przed opuszczeniem Ziemi Mikromegas rzeczywiście wręcza uczonym księgę, którą ci zawożą do Akademii Nauk w Paryżu. Kiedy jednak sędziwy sekretarz Akademii otwiera ją, widzi jedynie białe karty. „Hm! Domyślałem się tego”, sekretarz reaguje na ten widok słowami, które są też ostatnimi zdaniami powieści.

## Pierwowzory bohaterówMikromegasa

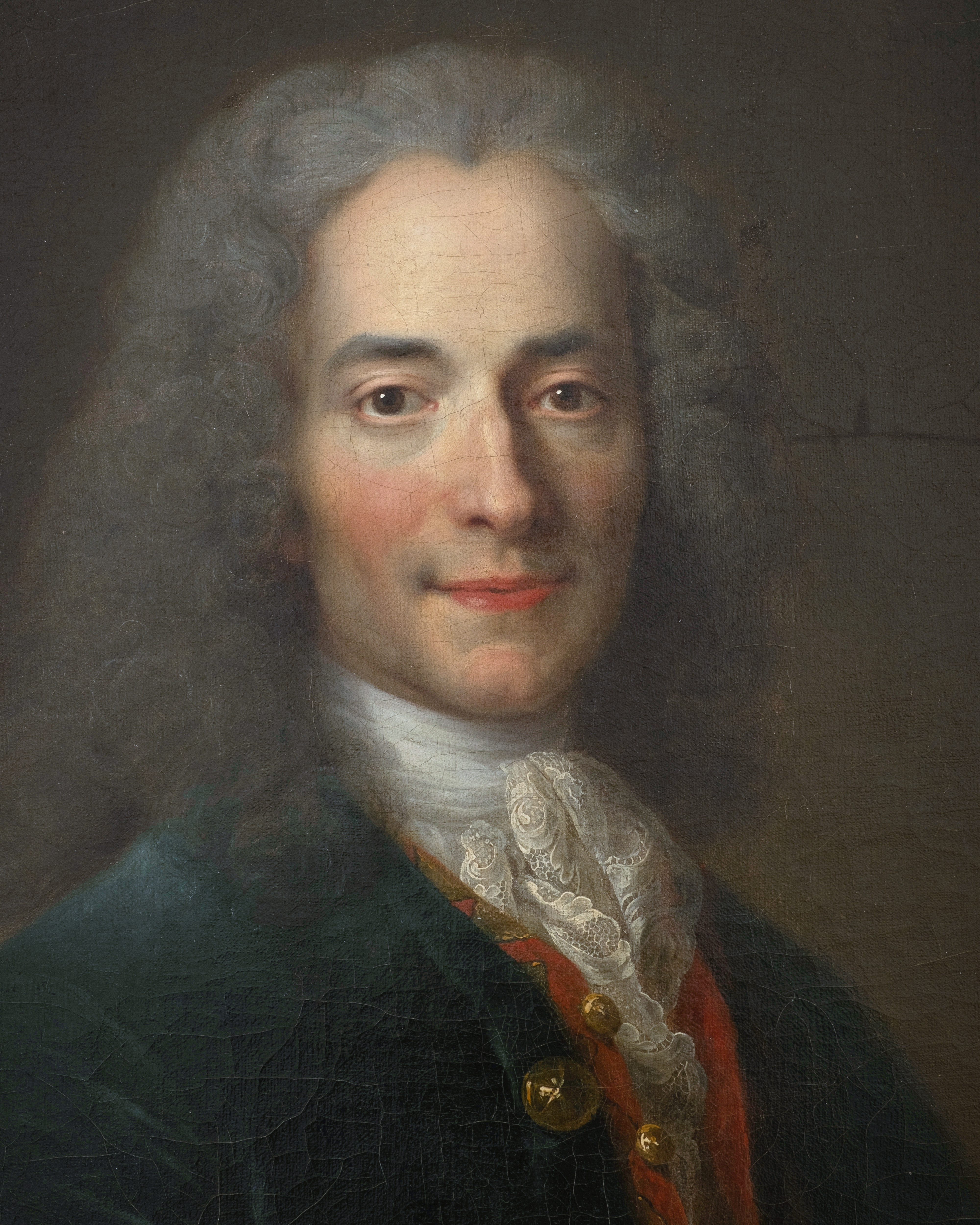
Voltaire

Podobnie jak w Zadigu, w postaci tytułowego bohatera Mikromegasa można dopatrzyć się cech samego Voltaire’a, chociaż nie występują one w tak wyraźnej formie jak w tej pierwszej powiastce. Wątki autobiograficzne (w rozwinięciu których pisarz, jak w Zadigu, często sam sobie schlebia) pojawiają się przede wszystkim w rozdziale I powieści, w którym Mikromegas, wyróżniający się nieprzeciętną inteligencją, popada w konflikt z muftim Syriusza. Mufti, „wielki wścibski i wielki nieuk”, doprowadza do procesu Mikromegasa oraz, pomimo wstawiennictwa za nim kobiet mieszkających na planecie, do wydania wyroku potępiającego książkę i zakazu pojawiania się przez Mikromegasa na dworze przez 800 lat. Przypomina to kłopoty z władzą samego Voltaire’a, który był wielokrotnie prześladowany przez władze świeckie i kościelne (pod postacią muftiego kryje się teatyn Jean-François Boyer, tępiący „bezbożne” i „niemoralne” poglądy pisarza, który pojawia się na kartach też innych jego powiastek) i którego przed prześladowaniami chroniły często właśnie kobiety, jak Émilie du Châtelet, Anne-Louise Bénédicte de Bourbon-Condé czy Madame Pompadour

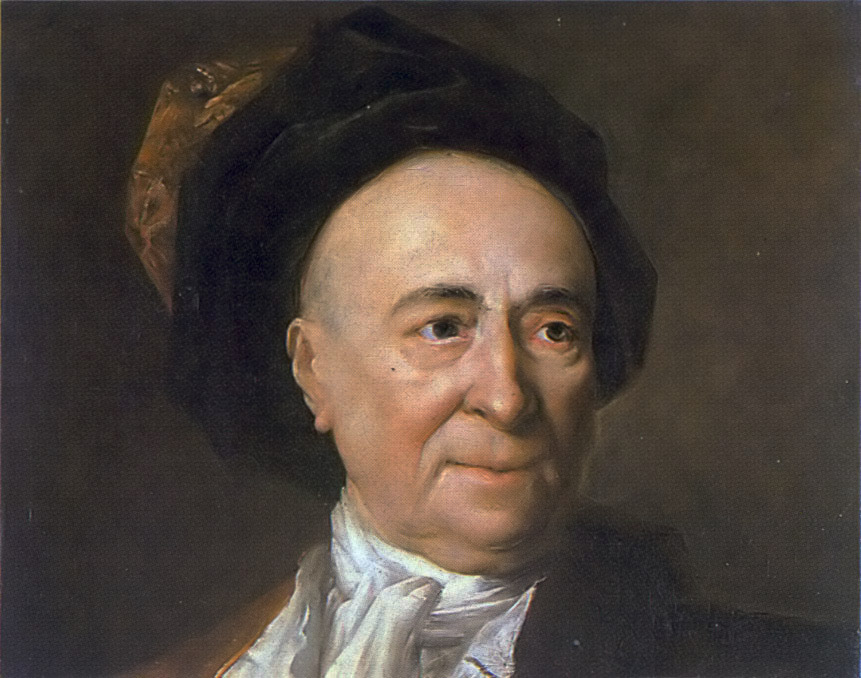
Bernard Fontenelle, pierwowzór postaci karła z Saturna

Towarzysz wędrówki Mikromegasa, karzeł, sekretarz Akademii Saturna, również jest wzorowany na rzeczywistej postaci. Pod postacią karła Voltaire przedstawił Bernarda Fontenelle, wieloletniego sekretarza Akademia Francuska i autora Rozmów o mnogości światów (Entretiens sur la pluralitè des mondes), którego kwiecisty styl pisarz parodiuje w rozdziale II (podobnie jak Fontenelle w swoim dziele, karzeł przyrównuje na przykład naturę do wieńca blondynek i brunetek). Prawie stuletni w momencie wydania powieści Fontenelle był postacią cieszącą się w kręgach intelektualnych Francji wielkim uznaniem, już za życia był traktowany jako klasyk.

## Mikromegasjako satyra społeczna

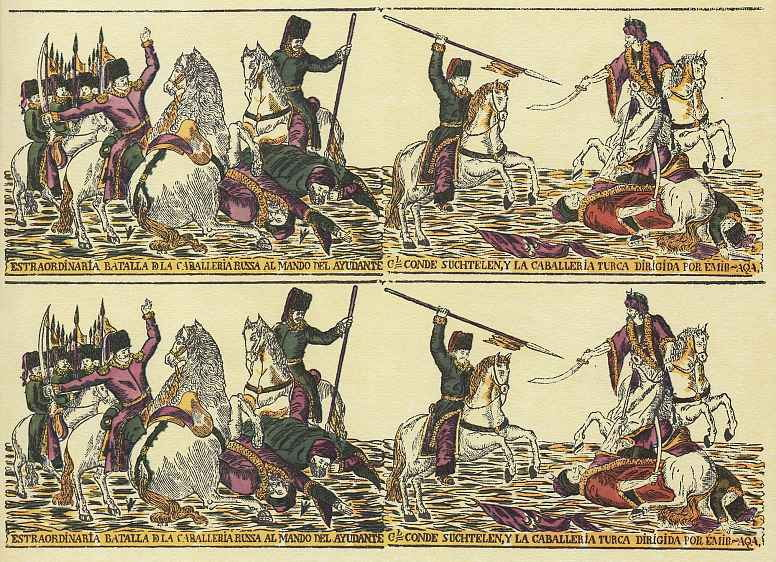
Potyczka kawalerii rosyjskiej i tureckiej

Podobnie jak w innych powiastkach filozoficznych Voltaire’a, tematyka Mikromegasa łączy w sobie treści filozoficzne i religijne z krytyką stosunków społecznych w XVIII-wiecznej Europie. Krytyka ta z reguły jest przedstawiona w postaci zawoalowanej, z powodu (jak to wyjaśnia sam narrator, pisząc np. o przyczynach braku szczegółowych informacji o pobycie Mikromegasa i jego towarzysza na Jowiszu) działań cenzury: „Sekrety te byłyby już w tej chwili pod prasą, gdyby nie panowie inkwizytorzy, którym pewne twierdzenia wydały się drażliwe”.
Krytykę rządzących i ironiczny stosunek do niektórych władców widać już w pierwszym rozdziale, gdzie Voltaire pisze: „Państwa niektórych mocarzów Niemiec lub Włoch, które można obejść w pół godziny, w porównaniu z cesarstwem tureckim, moskiewskim lub chińskim są jedynie małą próbką zdumiewających różnic, jakie natura uczyniła między istotami”. W rozmowie z francuskimi uczonymi Mikromegas dowiaduje się z kolei przerażających i niezrozumiałych dla niego rzeczy o dwóch z wyżej wspomnianych mocarstw – Rosji i Turcja: „W chwili, gdy mówię do ciebie, sto tysięcy szaleńców z naszego gatunku, ubranych w kapelusze, morduje sto tysięcy innych żyjątek ubranych w turbany albo ginie z ich ręki”, a chodzi przy tym „o jakąś kupkę błota, tak wielką jak twoja pięta” (mowa jest tu o wojnie rosyjsko-tureckiej w latach 1735–1739, w której stawką było między innymi zajęcie Krymu). Na oburzenie Mikromegasa, który woła, aby „zmiażdżyć całe mrowisko tych pociesznych zbrodniarzy”, jeden z uczonych odpowiada: „Nie ich trzeba karać, ale owych wysiadujących fotele barbarzyńców, którzy ze swojego gabinetu, trawiąc smaczny obiadek, nakazują rzeź miliona ludzi, a później każą za to składać uroczyste dzięki Bogu”. 

## Mikromegasjako dzieło filozoficzne
Jednym z głównych tematów powieści jest refleksja nad możliwością poznania świata w jego całości i istnienie prawdy obiektywnej. Duch relatywizmu i dostrzegalnych różnic we wszelkich postaciach bytu jest widoczny w Mikromegasie od pierwszych kart powieści, na których autor wskazuje np. na różnice pomiędzy wielkością państw; później Mikromegas i jego towarzysz z Saturna odkrywają coraz więcej różnic pomiędzy swoimi światami, od długości trwania życia do różnych własności materii. Różnice te uwidaczniają się jeszcze bardziej podczas spotkania z francuskimi uczonymi, których przedstawienie w powieści jest dwuznaczne. Ogromny Mikromegas z początku może wydawać się ludziom nadnaturalną istotą, nawet Bogiem (w pierwszych słowach kierowanych do ludzi Mikromegas ofiaruje im swoją opiekę), trzeźwi uczeni szybko traktują go jednak racjonalnie i zaczynają od zmierzenia go. Tę racjonalną postawę tracą jednak, kiedy mają odpowiedzieć na pytanie o istotę duszy. Pytanie wywołuje u nich tylko jałowe spory; kiedy doktor Sorbony stwierdza na końcu, że cały świat stworzono umyślnie dla człowieka, Mikromegas wybucha śmiechem, następnie nachodzi go refleksja, „że te nieskończenie małe stworzenia kryją w sobie pychę niemal nieskończenie wielką”, wreszcie obiecuje napisać dla nich książkę filozoficzną, w której „ujrzą samo jądro rzeczy”. Książka okazuje się jednak zbiorem czystych kart: „jądro rzeczy” dla człowieka jest niepoznawalne, o ile w ogóle istnieje.

## Mikromegasjako krytyka religii
Jak i w Zadigu, Prostaczku, czy Kandydzie, w Mikromegasie przejawia się krytyka kleru i zinstytucjonalizowanej religii, np. w ukazaniu postaci muftiego, największego czarnego charakteru w powieści, czy ironicznej wzmiance o odmówieniu egzorcyzmów przez kapelana okrętowego po usłyszeniu głosów Mikromegasa i karła z Saturna. Główny punkt ciężkości krytyki religii w powieści kieruje się jednak ku sprawom najbardziej podstawowym – prawdom wiary i kwestii samego istnienia i natury Boga.
W pierwszym rozdziale narrator mimochodem wspomina Williama Derhama, anglikańskiego duchownego i filozofa przyrody, autora takich dzieł jak Physico-Theology (1713) i Astro-Theology (1714), w których na podstawie obserwacji natury usiłował dowieść istnienia Boga. Swoje wątpliwości co do spostrzeżeń Derhama narrator ubiera w ironiczną szatę pozornej bezstronności:

[Mikromegas] przebiegł w krótkim czasie drogę mleczną; muszę wyznać, że nie widział zgoła poprzez gwiazdy, jakimi jest usiana, owego pięknego empirejskiego nieba, które znakomity wikary Derham ujrzał, jak się chlubi, na końcu swej lunety. To nie znaczy, bym twierdził, że pan Derham źle widział, niech mnie Bóg zachowa! Ale, ostatecznie, Mikromegas był na miejscu, jest dobrym obserwatorem…słowem, nie chcę się sprzeciwiać nikomu.

W następnym rozdziale Mikromegas rozmawia z mieszkańcem Saturna między innymi o śmierci. Jego poglądy na ten temat można uznać za chrześcijańskie (pod warunkiem bardzo szerokiego rozumienia chrześcijaństwa), ale równie dobrze mogłyby one wyrażać poglądy człowieka wątpiącego:

Istnienie nasze jest punkcikiem, trwanie chwilą, glob atomem […] czuję się niby kropla w oceanie […] kiedy trzeba oddać ciało żywiołom i ożywić naturę pod inną postacią (co nazywa się śmiercią), kiedy nadejdzie ta chwila metamorfozy, wówczas wychodzi na jedno, czy się żyło wieczność, czy jeden dzień.

Mikromegas (i tym samym Voltaire) nie odrzuca jednak wiary, o czym świadczy kolejne zdanie w tej samej wypowiedzi:

Ludzie obdarzeni zdrowym rozumem […] umieją się pogodzić z losem i czuć wdzięczność dla Stwórcy Wszechrzeczy. Rozsypał on w tym świecie bezmiar rozmaitości kryjący zarazem cudowną jednolitość.

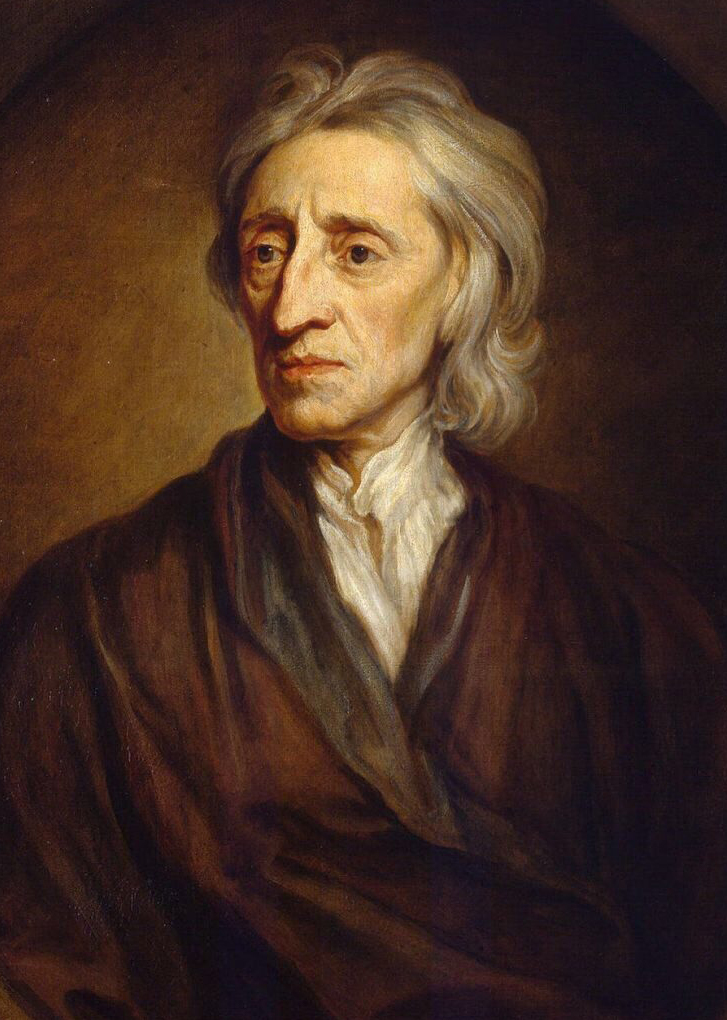
John Locke

Światopogląd ten znajduje swoje dokładniejsze odzwierciedlenie w rozdziale VII, kluczowym dla zrozumienia filozofii dzieła. Uczeni, zapytani przez Mikromegasa, czym jest dusza i jak powstają myśli, nie potrafią dać zgodnej i zadowalającej odpowiedzi. Mikromegasa nie satysfakcjonują argumenty podawane przez zwolenników Arystotelesa, Kartezjusza, Malebranche, Leibniza. Przyjmuje dopiero wyjaśnienie zwolennika filozofii Johna Locke'a, który mówi:

Nie wiem, w jakim sposób myślę, ale wiem, że zawsze myślałem jedynie za pośrednictwem zmysłów. Że istnieją twory niematerialne i obdarzone rozumem, nie wątpię; ale żeby miało być niemożebne Bogu obdarzyć materię władzą myślenia, o tym wątpię mocno. Czczę wiekuistą potęgę; nie mnie przystało ograniczać: nie twierdzę nic; zadowalam się przeświadczeniem, że więcej jest rzeczy możebnych, niż sobie wyobrażamy.

Filozofia Mikromegasa (i Voltaire’a) jest więc filozofią empiryzmu, a wiara – wiarą deistyczną, wiarą w Boga, który przejawia się w świecie w różnych formach i nie jest ograniczony jedyną prawdziwą, np. katolicką, doktryną. Z tego względu powiastkę Voltaire’a można uznać za sztandarowe dzieło filozofii i ideologii oświecenia.